# Die fromme Lüge
Die fromme Lüge ist ein deutsches Spielfilmmelodram aus dem Jahre 1938 von Nunzio Malasomma und Harald Paulsen (Dialogregie) mit Pola Negri in der Hauptrolle. Die Geschichte basiert auf einem ebenfalls 1938 publizierten Roman von Hadrian Maria Netto und seiner Frau Hertha von Puttkamer.

## Handlung
Carmen Casini hat sich einen Namen als Opernsängerin gemacht und ist dadurch berühmt geworden. Ihr unehelicher Sohn Cecil, seit kurzem erst volljährig, ist durch den fehlenden Vater ein ziemlich sorgloser Tagedieb geworden, der vom Geld seiner Mutter lebt und auch sonst reichlich Flausen im Kopf hat. Seine Passion sind schnelle Autos, und so plant der junge Mann, demnächst Rennfahrer zu werden. Sein erster Einsatz ist bereits geplant. Mutter Carmen will trotz Wind und Wetter unbedingt am ersten Tag ihres auf der Piste rennfahrenden Sohnes dabei sein. Dies rächt sich jedoch gleich zweimal, denn erstens verunglückt der unerfahrene Sohnemann, obgleich er nur leicht verletzt bleibt, und zweitens hat die Kälte und der Regen ihre Stimmbänder derart in Mitleidenschaft gezogen, dass ihr der Arzt später die bittere Wahrheit mitteilen muss, dass Carmen nie mehr wieder werde singen können.
Plötzlich steht Carmen Casini ganz ohne Einkünfte da, dafür aber mit einem Sohn, der seinen kostspieligen Lebensstil längst nicht aufzugeben bereit ist. Sie wagt es nicht, am Krankenbett dem heißgeliebten Sohn die ganze Wahrheit zu sagen und wählt daher die „fromme Lüge“ wie der Filmtitel verheißt. Ebenfalls im Krankenzimmer eingefunden hat sich ein gewisser Bartell, Carmens damaliger Lebensgefährte, der zugleich Cecils leiblicher Vater ist, was wiederum Cecil nicht weiß. Der Mann hatte damals Carmen schmählich im Stich gelassen. Cecil verliebt sich in Colette, Bartells Mündel, ohne um die vertrackten und heiklen Familienumstände zu wissen. Carmen ist strikt gegen eine geplante Hochzeit ihres Sohnes mit Colette und sträubt sich auch massiv gegen Cecils Absicht, in Bartells Dienste zu treten, um dort Geld zu verdienen. Auch Bartell ist alles andere als glücklich darüber, dass Cecil seine Colette zu ehelichen gedenkt.
Die Dinge verschlimmern sich, als Cecil zu spielen beginnt und sich dadurch stark bei seinem Vater verschuldet. Umso erstaunter ist der junge Mann, als er erstmals von seiner Mutter eine Abfuhr erhält, nachdem er Carmen erneut um finanzielle Unterstützung gebeten hat. Sie könne ihm keinen Scheck mehr geben, denn sie sei pleite, macht Carmen Cecil erstmals in aller Deutlichkeit klar. Um sich über Wasser halten zu können, nimmt sie sogar einen Vorschuss für eine Amerika-Tournee an, die sie, wohlwissend, niemals wird antreten können. Carmens Gönner, der US-Nähmaschinenfabrikant Sam Milbrey, will sie auch nur ausnutzen und Carmen lediglich als Werbegesicht einsetzen. Zu schlechter Letzt erfährt Cecil, dass seine Mutter ihre Gesangsstimme verloren hat. Dennoch kann er sich nicht zu einer charakterlichen Kehrtwende entschließen, auch als ihm sein Vater Bartell gehörig den Kopf wäscht.
Cecil ist charakterlich einfach zu schwach, um aus dem verantwortungslosen Schmarotzer einen Unterstützer seiner Mutter werden zu lassen, und so begeht er einen Selbstmordversuch. Durch einen Zufall wird der junge Mann im letzten Moment gerettet. Erneut treffen sich seine Eltern an seinem Krankenbett im Hospital und bangen, ob ihr Sohn überleben wird. Dabei kommt es endlich zu der seit langem von Bartell angestrebten Aussöhnung mit Carmen. Beide beschließen, sich fortan mit vereinten Kräften darum zu kümmern, aus Cecil einen lebenstüchtigen Menschen zu machen und wollen es überdies noch einmal miteinander versuchen.

## Produktionsnotizen
Die Dreharbeiten zu Die fromme Lüge fanden zwischen dem 15. Dezember 1937 und dem 31. Januar 1938 in den UFA-Ateliers von Babelsberg statt. Die Uraufführung erfolgte am 25. März 1938 in Aachen, die Berliner Premiere war zwei Wochen später, am 8. April 1938 im UFA-Theater Tauentzien-Palast. In Wien lief der Streifen am 17. Juni 1938 an.
Erich Czerwonski gestaltete die von Carl Böhm umgesetzten Filmbauten. Walter Rühland war für den Ton zuständig. Werner Drake übernahm die Aufnahmeleitung. Es spielte das Orchester Die Goldene Sieben, die Musiktexte lieferte Willy Dehmel.

## Kritik
Der nationalsozialistische Telegraf in Wien bezeichnete Die fromme Lüge in seiner Ausgabe vom 14. Juni 1938 als „einen besonders großen und eindrucksvollen Film“.